# Heliconia metallica
Heliconia metallica är en enhjärtbladig växtart som beskrevs av Jules Émile Planchon, Jean Jules Linden och William Jackson Hooker. Heliconia metallica ingår i släktet Heliconia och familjen Heliconiaceae. Inga underarter finns listade.